# Fórum Vinário
O Fórum Vinário (em latim: Forum Vinarium) era o fórum venálio (forum venalium) de vinho da Roma Antiga e ficava na região atualmente ocupada pelo Testaccio, entre o monte Aventino e o Tibre.
Uma série de inscrições de fora das muralhas de Roma ligam o Fórum Vinário a um grupo de agiotas romanos chamados argentários ("argentarii").